# حصار عدن
وقع حصار عدن عندما أطلق الحاكم البرتغالي للهند، ألفونسو دي ألبوكيرك، حملة فاشلة للاستيلاء على عدن في 26 مارس 1513.

## خلفية
كانت عدن دولة مدينة مستقلة سمح لها موقعها الاستراتيجي بالسيطرة على مدخل البحر الأحمر. أصبحت منطقة تجارية ثرية بسبب موقعها على مفترق طرق التجارة المزدحمة في البحر الأحمر. ستسمح خطة ألبوكيرك للاستيلاء على عدن بالسيطرة على البحر الأحمر وتوجيه ضربة عسكرية لمصر المملوكية. كانت عدن واحدة من أربعة أماكن إستراتيجية أراد ألبوكيرك الاستيلاء عليها: عدن - للسيطرة على مضيق مكة (البحر الأحمر)؛ هرمز - للسيطرة على مضيق البصرة (الخليج العربي)؛ وديو وغوا - لضمان السيادة على جميع المقاطعات الأخرى في الهند.

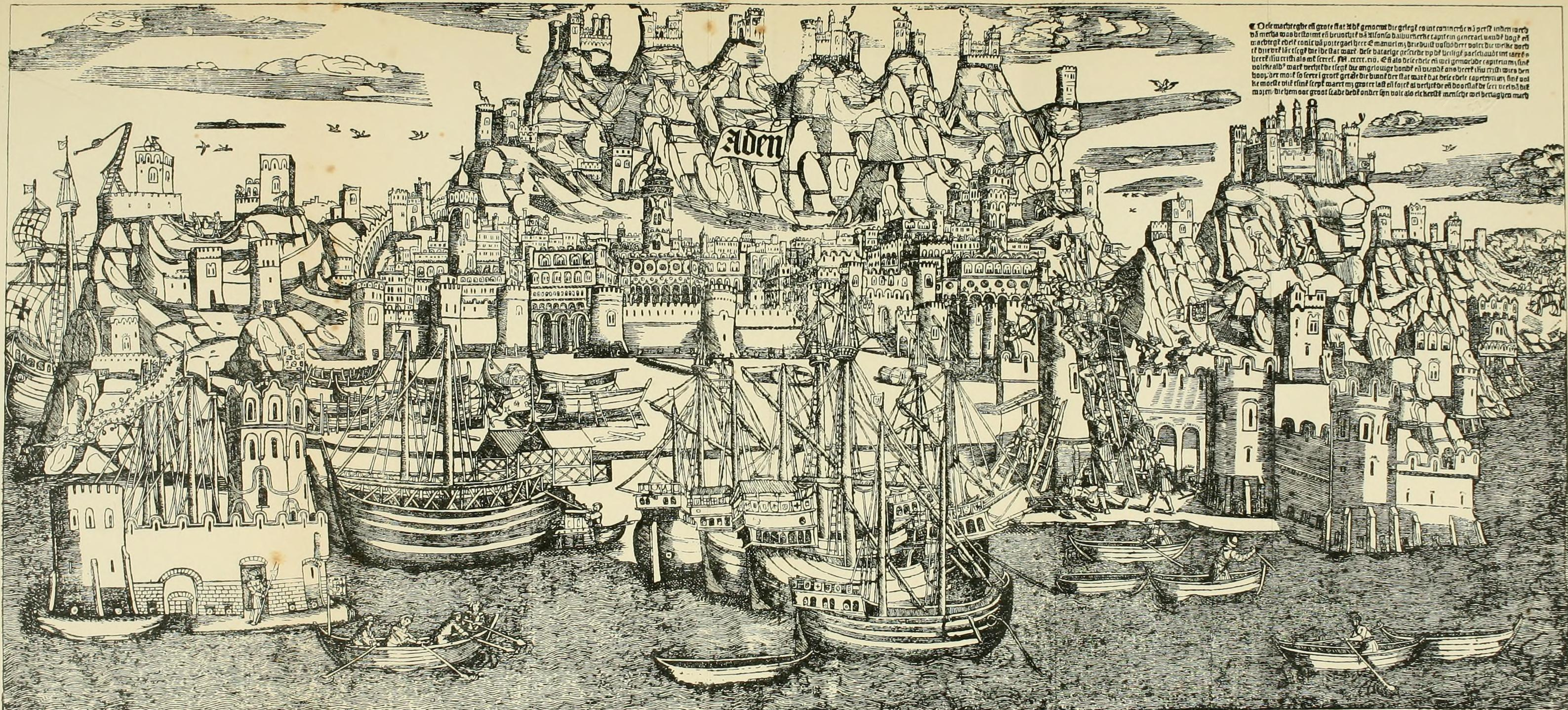
محاولة اقتحام عدن عام 1513

## الحصار
أبحر أسطول ألبوكيرك من غوا، الهند، في 18 فبراير 1513، ويتألف من 20 سفينة يديرها 1700 برتغالي و800 من مواطني مليبار. وصل الأسطول إلى جزيرة سقطرى. ناقش القباطنة كيفية الاقتراب من عدن. اقترح بعض رؤساء ألبوكيرك محاولة للتفاوض على الاستسلام بينما ضغط آخرون لشن هجوم فوري. اختار ألبوكيرك الخيار الأخير، معتقدًا أن المفاوضات ستمنح السكان الوقت لتقوية دفاعاتهم أو الحصول على تعزيزات من أماكن أخرى. قبل فجر يوم الأحد الفصح (26 مارس)، قاد البرتغاليون بعض زوارق الإنزال في الميناء، ونقلوا رجالهم إلى الشاطئ، وبدأوا حصارهم على عدن. استولوا على تحصين خارجي، حيث قتل العديد من المدافعين وتم أسر 39 قطعة من الذخائر. ومع ذلك، تم صدهم في وقت لاحق وعانوا من خسائر فادحة. فشل الهجوم الشامل، حيث انهارت السلالم تحت وطأة الرجال الذين كانوا يحاولون صعودها. ترك هذا بعض البرتغاليين محاصرين في عزلة فوق الجدار. وفقًا لنجل كاتب سيرة ألبوكيركي، تم التخلي عن الهجوم بعد كسر جميع السلالم. بحلول منتصف النهار، انسحب ألبوكيرك ورجاله إلى سفنهم. بعد نهب وإحراق السفن في الميناء، وقصف المدينة، أبحر الأسطول باتجاه البحر الأحمر.

## بعد الهجوم
قال ألبوكيرك: «أعتقد أنني لو استطعت استكشاف عدن أولاً، ما كنت لأشن هجومنا حيث فعلت». أدى الفشل في الاستيلاء على عدن إلى تقويض استراتيجيته بشكل كبير. بدون قاعدة عمليات عند مصب البحر الأحمر، كان من المستحيل على البرتغاليين منع شحن التوابل إلى مصر والبحر الأبيض المتوسط بالطريق التقليدي. تعرضت قدرة التاج على فرض احتكار تجاري في المحيط الهندي لأضرار قاتلة. قلقًا من التهديد البرتغالي، احتل المماليك المصريون تهامة اليمنية وحاولوا الاستيلاء على عدن لكنهم فشلوا. شن البرتغاليون هجومًا ثانيًا لكنهم فشلوا أيضًا. سقطت عدن أخيرًا عام 1538 بيد سليمان باشا، قائد أسطول عثماني كبير. تحت السيطرة العثمانية، تم تقييم عدن في المقام الأول على أنها حاجز أمام اختراق الأوروبيين للمدن المقدسة بدلاً من كونها مركزًا للتجارة.